# Acraea pica
Acraea pica är en fjärilsart som beskrevs av Eltringham 1912. Acraea pica ingår i släktet Acraea och familjen praktfjärilar. Inga underarter finns listade i Catalogue of Life.